# Sehnsucht (film, 1921)
Pour les articles homonymes, voir Sehnsucht (homonymie).

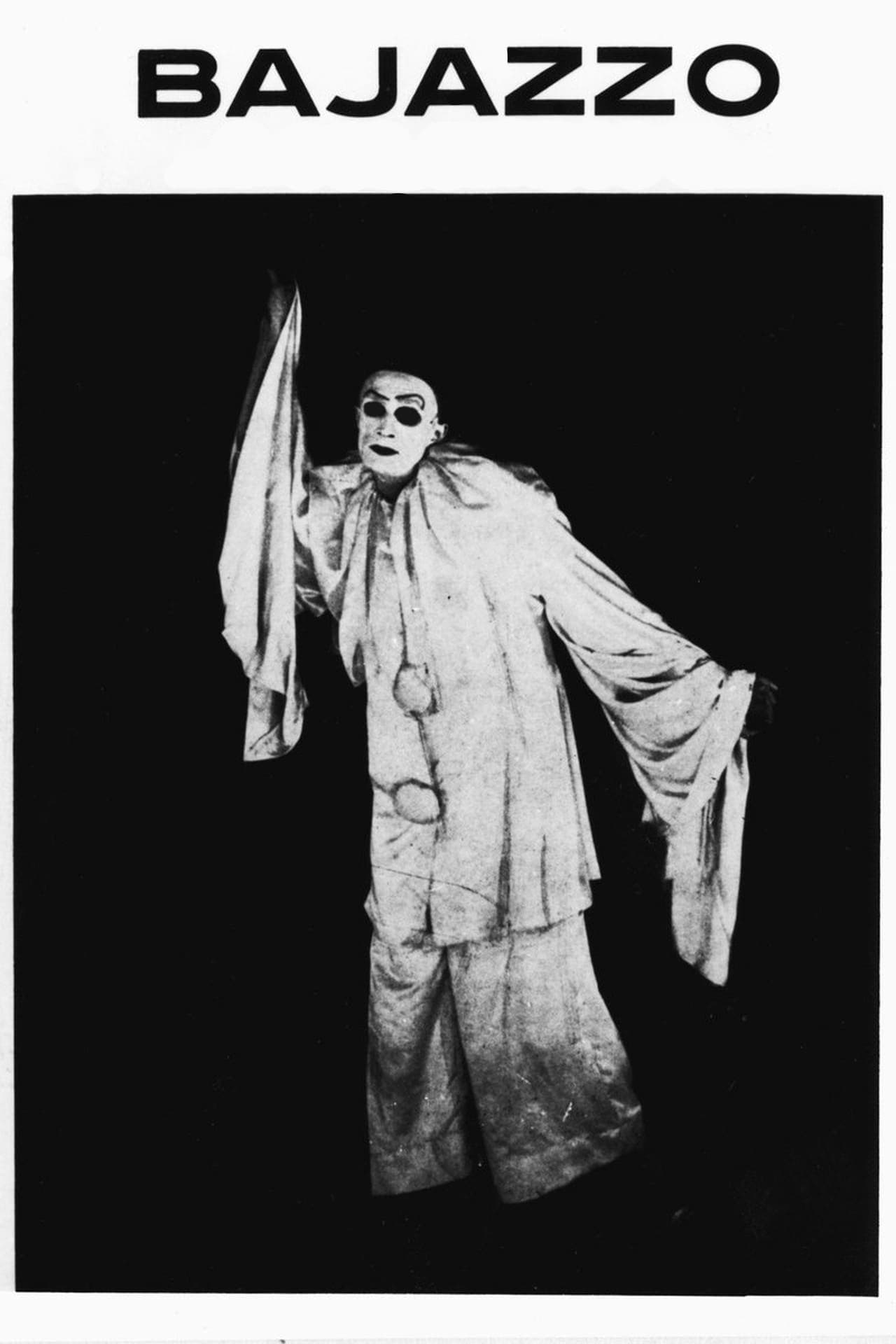
Affiche du film

Sehnsucht est un film allemand muet réalisé par Friedrich Wilhelm Murnau, sorti en 1921. Ce film est considéré comme perdu.

## Synopsis
Dans le cadre d'une mission pour les nihilistes, un danseur russe tombe amoureux d'une duchesse avant d'être arrêté. Il parvient ensuite à s'évader et part à sa recherche.

## Fiche technique
- Titre original: Sehnsucht
- Sous-titres : Die Leidensgeschichte eines Künstlers / Die Tragödie eines Tänzers
- Titre américain : Desire
- Réalisation : Friedrich Wilhelm Murnau
- Scénario : Carl Heinz Jarosy
- Cinématographie : Carl Hoffmann
- Direction artistique : Robert Neppach
- Costumes : Charles Drecoll
- Producteur : Richard Mosch
- Sociétés de production : Mosch Film, Lipow Film
- Pays d'origine :  République de Weimar
- Format : Noir et blanc - 1,33:1- muet
- Durée : 59 minutes (5 bobines, 1 700 mètres)
- Date de sortie :
  - République de Weimar : février 1921

## Distribution
- Conrad Veidt
- Gussy Holl
- Eugen Klöpfer
- Margarete Schlegel
- Paul Graetz
- Helene Gray
- Danny Guertler
- Albert Bennefeld
- Marcela Gremo
- Ellen Bolan
- Hubert von Meyerinck